# Hôpital de Stoke Mandeville
L'hôpital de Stoke Mandeville est situé dans la ville de Aylesbury, au Royaume-Uni. Il est réputé pour son département de soins de la colonne vertébrale et de réhabilitation des suites d'une blessure à la moelle épinière.